# Le Breuil-Bernard
Le Breuil-Bernard is een plaats en voormalige gemeente in het Franse departement Deux-Sèvres in de regio Nouvelle-Aquitaine en telt 440 inwoners (2005). De plaats maakt deel uit van het arrondissement Bressuire.

## Geschiedenis
Le Breuil-Bernard is op 1 januari 2019 gefuseerd met de gemeenten La Chapelle-Saint-Étienne, Moncoutant, Moutiers-sous-Chantemerle, Pugny en Saint-Jouin-de-Milly tot een nieuwe gemeente, geheten Moncoutant-sur-Sèvre. 

## Geografie
De oppervlakte van Le Breuil-Bernard bedraagt 8,2 km², de bevolkingsdichtheid is 53,7 inwoners per km².
De onderstaande kaart toont de ligging van Le Breuil-Bernard met de belangrijkste infrastructuur en aangrenzende gemeenten.

## Demografie
Onderstaande figuur toont het verloop van het inwonertal.